# Olivera Injac
Olivera Injac (Podgorica, 1976) es una profesora universitaria y política montenegrina que se desempeña como alcaldesa de Podgorica desde abril de 2023, anteriormente fue Ministra de Defensa de Montenegro en el gabinete de Zdravko Krivokapić de 2020 a 2022.

## Carrera académica
Injac se graduó de la Facultad de Filosofía de Nikšić en 1999 y completó sus estudios de posgrado en 2005 en la Facultad de Ciencias Políticas de Podgorica. Defendió su maestría en la Facultad de Ciencias Políticas de Podgorica y recibió su doctorado sobre el tema "Aspecto cultural de la seguridad internacional", en enero de 2011. Trabajó en el Ministerio del Interior de Montenegro desde 2000 hasta 2007, como parte de los Servicios de Seguridad Pública y el Departamento de Análisis, como asesora y analista independiente. En la Universidad de Donja Gorica en Podgorica, ha estado empleada desde 2008, como profesora de seguridad.

## Carrera política
El 27 de noviembre de 2020, el primer ministro Zdravko Krivokapić, la nombró candidata a Ministra de Defensa en el nuevo gabinete de Gobierno de Montenegro.